# Cogulla
|  | Per a altres significats, vegeu «La Cogulla». |

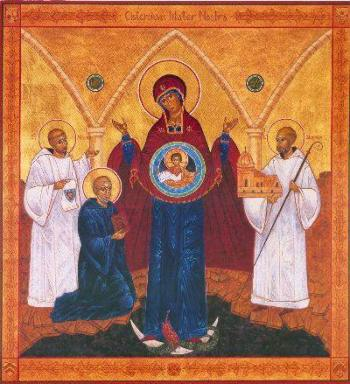
Els fundadors de l'Orde del Cister amb la cogulla blanca

La cogulla és una túnica amb caputxa emprada a la litúrgia catòlica. La cogulla és un hàbit monàstic, no és un ornament litúrgic. El seu origen prové de diversos vestits romans com la pænula, la planeta o la casula. D'aquestes vestiments s'evolucionà vers dues direccions. L'una menà, en part, a la casulla litúrgica, mentre que l'altra desembocà en l'hàbit del cor dels monjos. Es tracta d'un hàbit molt ample, amb plecs longitudinals i unes grans i llargues mànigues. Tradicionalment ha estat l'hàbit monàstic per excel·lència, especialment de l'orde dels benedictins. S'emprava en els actes de la vida comunitària, tals com les reunions al capítol i les pregàries de la litúrgia de les hores. La seva color és negra per als benedictins i blanca –exceptuant l'escapulari– per als cistercencs. Actualment és la vestimenta bàsica més emprada a l'església catalana per a preveres, diaques i acòlits.